# Bedrijventerrein Marslanden-Zuid
Bedrijventerrein Marslanden-Zuid is een buurt in de Overijsselse plaats Zwolle. Het bedrijventerrein ligt in de wijk Marsweteringlanden. Het bedrijventerrein telt 175 inwoners. De naam Marslanden dankt het gebied aan de vroegere stadsmars, de buiten de stad laaggelegen, natte gronden die aanvankelijk voor landbouwdoeleinden werden ontgonnen.

## Geografische locatie
Bedrijventerrein Marslanden-Zuid is het grootste industrie- en bedrijventerrein van Zwolle. Het is een buitenwijk van Zwolle, en ligt zuidoostelijk ten opzichte van het stadscentrum. Het oorspronkelijke bedrijventerrein Marslanden, met een oppervlakte van 16 hectare, ligt ten noorden van de spoorlijn Zwolle-Meppel, in de wijk Assendorp, en heet nu Marslanden A of Marslanden-Noord. Marslanden-Zuid, met een oppervlakte van 245 hectare, ligt ten zuiden van de spoorlijn, in de wijk Marsweteringlanden, en wordt gevormd door Marslanden B tot en met G. De aanleg ervan begon in de jaren 60. Sindsdien hebben er 7 uitbreidingen plaatsgevonden. Marslanden-Zuid wordt aan de zuidwestkant begrensd door de spoorlijn Zwolle-Heino en de IJsselallee. Aan de noordoostkant wordt het begrensd door de Ceintuurbaan. Het wordt van zuidoost naar noordwest doorsneden door de Nieuwe Wetering en de Soestwetering, die binnen het bedrijventerrein samenkomen.
De verkeersader de Oldeneelallee, een onderdeel van de ringweg van Zwolle, loopt van oost naar west door het bedrijventerrein.
Wijken: Aa-landen · Assendorp · Berkum · Binnenstad · Diezerpoort · Hanzeland · Holtenbroek · Ittersum · Kamperpoort-Veerallee · Marsweteringlanden · Poort van Zwolle · Schelle · Soestweteringlanden · Stadshagen · Vechtlanden · Westenholte · Wipstrik

Buurten: Aalanden-Midden · -Noord · -Oost · -Zuid · Bagijneweide · Berkum · Binnenstad-Noord · -Zuid · Bollebieste · Breecamp · Breezicht · Brinkhoek · De Tippe · Dieze-Centrum · Frankhuis · Gerenbroek · Gerenlanden · Geren · Haerst · Hanzeland · Harculo en Hoog-Zuthem · Herfte · Het Noorden · Hogenkamp · Holtenbroek I · II · III · IV · Indische Buurt · Ittersumerbroek · Ittersumerlanden · Kamperpoort  · Katerveer-Engelse Werk · Langenholte · Mastenbroek · Meppelerstraatweg-Zuid · Milligen · Nieuw-Assendorp · Noordereiland · Oldenelerbroek · Oldenelerlanden-Oost · -West · Oud-Assendorp · Oud-Westenholte · Oud Ittersum · Oud Schelle · Pierik · Schelle-Zuid en Oldeneel · Schellerbroek · Schellerhoek · Schellerlanden · Schildersbuurt · Schoonhorst · Spoolde · Stadsbroek · Stationsbuurt · Tolhuislanden · Veerallee · Veldhoek · Vreugderijk · Werkeren · Westenholte-Stins · Wezenlanden · Wijthmen · Windesheim · Wipstrik-Noord · -Zuid · Zwolle-Zuid

Bedrijventerreinen: Floresstraat · Hanzeland · Hessenpoort · Marslanden (-Noord · -Zuid) · Oosterenk · Voorst (Voorst-A · Voorst-B · Voorst-C) · Voorsterpoort · De Vrolijkheid